# Rigasche Rundschau
Die Rigasche Rundschau war von 1894 bis 1939 eine deutschsprachige Tageszeitung in Livland beziehungsweise ab 1918 in Lettland. Die Vorgängerzeitung hieß Zeitung für Stadt und Land (1867–1894). Im Russischen Kaiserreich galt sie als das führende liberale Blatt. Nach 1919 entwickelte sie sich zur bekanntesten Zeitung der deutschen Minderheit in Nordeuropa. Ihren publizistischen Höhepunkt hatte die Rigasche Rundschau in den 1930er Jahren. Sie erschien im Rheinischen Format zehnseitig täglich, außer sonntags. Der Redaktions- und Verlagssitz befand sich in Riga am Domplatz. Die Herausgabe der Zeitung endete mit der Umsiedlung der Deutsch-Balten in das Deutsche Reich.

## Gründung im Russischen Kaiserreich
Vorgängerblatt war die 1867 von Georg Berkholz (1817–1886) und Gustav Keuchel (1832–1910) in Riga gegründete Zeitung für Stadt und Land. Die Nullnummer erschien am 13. Dezember 1866, die reguläre Nummer 1 am 3. Januar 1867 (1. Jahrgang). Die Zeitung stand dem Liberalismus nahe, mit deutlicher Kritik an der gegen Ende des 19. Jahrhunderts einsetzenden Russifizierung des Baltikums, aber auch mit eindeutiger Gegenposition zu den antiklerikal und separatistisch orientierten Jungletten. 1894 übernahm Richard Ruetz (* 1850; † 1915) die Herausgeberschaft. Er benannte die Zeitung am 1. Oktober 1894 in Rigasche Rundschau um, unter Beibehaltung der Jahrgangszählung der Zeitung für Stadt und Land (28. Jahrgang, Ausgabe-Nr. 222, erste Nummer der Rigaschen Rundschau).
In der letzten Dekade des 19. Jahrhunderts gerieten die Deutschbalten insbesondere in Städten wie Riga, Reval oder Dorpat zunehmend in eine Minderheitenposition, woraufhin Ruetz einen Richtungswechsel vollzog. Unter seiner Ägide entwickelte sich das Blatt zu einer dem Deutschtum nahestehenden Zeitung, ohne dabei die Zugehörigkeit Livlands zum Russischen Kaiserreich in Frage zu stellen. Diese Position vertrat bis 1914 die Mehrheit der Russlanddeutschen in allen Teilen des Zarenreiches. Bis 1915 zählte die Rigasche Rundschau neben der St. Petersburger Zeitung zu den zwei wichtigsten deutschsprachigen Zeitungen in Russland, beispielsweise auch für Wolgadeutsche, Krimdeutsche und Sibiriendeutsche. Zu dieser Zeit galt sie als liberalste Zeitung im Russischen Kaiserreich.
Im Frühjahr 1907 konnte Paul Schiemann als Redakteur gewonnen werden, der als späterer Chefredakteur den Charakter der Zeitung bis 1933 maßgeblich prägte. Schiemann etablierte von 1907 bis 1914 das Blatt als Organ der Baltischen Konstitutionellen Partei, die in der Duma vertreten und deren Mitbegründer er 1905 war. Während  des Ersten Weltkrieges gelang es Ruetz das Verbot deutscher Zeitungen zu umgehen, indem  das Blatt in russischer Sprache als Rishskoje  Obozrenije weiterhin erschien. Auf diese Weise überstand die Rigasche Rundschau als einziges Blatt im Baltikum den Ersten Weltkrieg. 1915 verstarb Richard Ruetz. Sein Sohn Alfred Ruetz (* 1876; † 1955) führte das Unternehmen unter dem Namen „Buchdruckerei und Verlag Ruetz & Co.“ fort und übernahm die Herausgeberschaft der Rigaschen Rundschau.

## Entwicklung in der Republik Lettland
Ab September 1918 unterstützte die Zeitung die Unabhängigkeitsbestrebungen im Baltikum. Maßgeblich unter Paul Schiemanns politischer Beteiligung wurde nach der Aufteilung Livlands in Lettland und Estland der „organisatorische Einbau des bodenständigen baltischen Deutschtums in beiden neubegründeten Staaten vollzogen“. Das heißt, beide Länder gewährten ihren nationalen Minderheiten  eine weitgehende kulturelle, wirtschaftliche  und soziale Autonomie. 1919 übernahm Schiemann die Chefredaktion der Rigaschen Rundschau und übertrug seine demokratisch-parlamentarische Grundposition auf die Zeitung. Über die Deutsch-baltische Demokratische Partei war er Leader der deutschen Fraktion im lettischen Landtag, der Saeima, und damit politischer Führer des lettischen Deutschtums. 1922 wurde er Präsidiumsmitglied im Verband der deutschen Minderheiten in Europa und 1925 Vizepräsident des Europäischen Nationalitätenkongresses (ENK).
Während Estland und Lettland in ihrer Minderheitenpolitik als Vorbildstaaten galten, waren in fast allen anderen von den Siegermächten des Ersten Weltkriegs neu erschaffenen Staaten nationale Minderheiten – nicht nur die deutschen – Repressionen ausgesetzt. Unter anderem wurde wiederholt im SHS-Staat und Rumänien, zeitweise auch in Polen sowie in der Tschechoslowakei, die Herausgabe und der Vertrieb deutscher Zeitungen verboten. Mittels Sprachenzwang, Berufsverboten und Enteignungen versuchten verschiedene Staaten Auswanderungen von Bevölkerungsteilen zu erzielen, die sich nicht assimilieren lassen wollten. Neben deutschen Volksgruppen betraf das ungarische, kroatische, ukrainische und andere Minderheiten. Allein von der deutschen Minderheit in Polen wanderten bereits in den 1920er Jahren mehrere Hunderttausend Menschen nach Deutschland aus. Diese Entwicklung führte bei der Rigaschen Rundschau, wie bei vielen deutschsprachigen Auslandszeitungen, zu einem Rückgang der Auflage und dementsprechend zu finanziellen Engpässen.
Für die junge Weimarer Republik war die unkontrollierbare Einwanderung eine schwierige Herausforderung hinsichtlich der finanziellen und sozialen Integration von Zugewanderten. Vor diesem Hintergrund zielte die deutsche Politik bereits unter Gustav Stresemann darauf ab, Minderheiten zum Bleiben zu überreden – in verschiedenen Staaten auch, um sie als Hebel für künftige Grenzrevisionen benutzen zu können. Obwohl die deutsche Regierung in Lettland und Estland nachweislich keine revisionistischen Absichten verfolgte, unterstützte sie auch in diesen beiden Staaten finanziell angeschlagene deutschsprachige Zeitungen. Die Presseabteilung des Auswärtigen Amtes hatte schon in einem Schreiben vom 19. Januar 1922 an das Reichswirtschaftsministerium festgestellt, dass die Rigasche Rundschau die bedeutendste deutsche Zeitung auf dem Gebiet des früheren Russlands sei und gleichfalls in anderen Ländern einen großen Einfluss ausübe. Folglich setzte das Reichswirtschaftsministerium einen lettischen Strohmann als Treuhänder ein, gründete die „Concordia Literarische Anstalt GmbH“ und beteiligte sich über diese ab 1922 zu vierzig Prozent an dem Betrieb der Zeitung. Die Reichsregierung maß der Rigaschen Rundschau so viel Bedeutung bei, dass sie ihr sogar während der Inflationszeit 1922/23 jeden Monat drei Bahnwaggons Zeitungspapier über Mittelsmänner nach Riga zustellen ließ. 1924 übernahm die „Concordia“ (ergo der deutsche Staat) den Verlag Ruetz & Co. zu einhundert Prozent.
Die Unterstützung der Rigaschen Rundschau organisierte Max Winkler, lange Zeit Graue Eminenz des deutschen Zeitungswesens, der als Wirtschaftsberater den Regierungen in der Weimarer Republik, im Dritten Reich und in der Bundesrepublik bei der Verschleierung von staatlichen Zeitungsbeteiligungen zu Diensten stand. Das Engagement des Auswärtigen Amtes wirkte sich jedoch nicht auf die Handlungsfähigkeit und Richtung der Zeitung aus, zumal die deutschen Außenminister in der Weimarer Republik grundsätzlich eine auf Ausgleich, nicht auf Eskalation bedachte Politik betrieben. Ruetz blieb zumindest bis 1930 Herausgeber und Schiemann konnte bis 1933 als Hauptschriftleiter ungehindert seine Linie fortsetzen.
Bis 1939 setzten sich die Redakteure der Rigaschen Rundschau für eine aktive und rückhaltlose Mitarbeit am lettischen Staat und seinen Institutionen ein. Dabei vertraten sie offensiv die Standpunkte des Europäischen Nationalitätenkongresses. Neben regionalen und weltpolitischen Themen veröffentlichte die Rigasche Rundschau regelmäßig Artikel über grundsätzliche Minoritätenfragen, Berichte über die Lage einzelner Minderheiten oder Aufsätze über Minderheitenbewegungen in Europa. Die Darstellungen zur Minderheitenproblematik waren nicht einseitig: marxistische Theorien eines Karl Renner oder Otto Bauer kamen genauso zu Wort wie die zionistischen Vorstellungen eines Jitzchak Gruenbaum oder die Volkstumspolitik eines Albert Brackmann.
Auf dieser Basis entwickelte sich die Rigasche Rundschau zur bekanntesten Tageszeitung der deutschen Minderheit in Nordeuropa. Zeitweise unterstützte der Europäische Nationalitätenkongress die Zeitung redaktionell und ebenfalls finanziell, womit auch der Bezugspreis gering gehalten werden konnte. Anfang der 1930er Jahre kostete die Einzelnummer in Lettland 12 Santīmu, in Estland 10 Kronen und in Litauen 55 Litas. Im Deutschen Reich war das Blatt an größeren Bahnhöfen für 20 Pfennig erhältlich. Ein monatliches Abonnement inklusive Postzustellung kostete in Lettland 3,20 Lats, in Deutschland 4,20 Mark und im übrigen Ausland 1 Dollar.

## Situation nach 1933
Im März 1933 verlangte der kurz nach der Ernennung Hitlers zum Reichskanzler auf die Linie der Nationalsozialisten eingeschwenkte Reichstreuhänder der Aktienmehrheit an der Rigaschen Rundschau Max Winkler erst den Weggang Schiemanns und dessen Auslandsredakteurs Hans von Rimscha, dann nur die sofortige Entlassung Rimschas und den Verzicht Schiemanns auf dessen Vetorecht in Personalfragen, nachdem sich dieser geweigert hatte, die Rigasche Rundschau für nationalsozialistische Ideen zu öffnen und seinen Auslandsredakteur Rimscha durch einen Parteimann brauner Färbung zu ersetzen. Rimscha wurde schließlich „wegen Krankheit“ ab März 1933 beurlaubt und zum 1. Oktober 1933 entlassen. Der tatsächlich erkrankte Schiemann verlor kurz darauf seine Funktion als Chefredakteur. Paul Schiemann schloss mit Max Winkler einen Vertrag, der ihm sowie seiner Ehefrau ein lebenslanges Ruhegehalt zusicherte, mit der Auflage, in Lettland nicht publizistisch tätig zu werden. Die Herausgeberschaft der Rigaschen Rundschau wurde auf den Verband der deutschen Volksgruppen in Europa übertragen.
Schiemann litt zu diesem Zeitpunkt bereits an einer chronisch obstruktiven Lungenerkrankung, stand aber zweifelsohne mit seiner Maxime – „der Gemeinnutz Europas geht vor dem Eigennutz des Einzelstaates und Einzelvolkes“ – im krassen Widerspruch zur Volkstumspolitik der neuen Machthaber im „Mutterland“. Er legte am 30. Juni 1933 sein Amt als Chefredakteur nieder und zog nach Wien. Dort befand sich der Hauptsitz des Europäischen Nationalitätenkongresses, wo er bis September 1935 als Vizepräsident tätig war. Winklers Ansinnen, „den neuen Verhältnissen im Deutschen Reich in größtem Umfang Rechnung zu tragen“, erteilte Schiemann eine klare Absage:

„Die deutsche Fraktion, an deren Richtlinien wir vertragsmäßig die Rigasche Rundschau gebunden haben, ist sich völlig im Klaren, daß es gerade in dieser Zeit ein Lebensgebot für die deutsche Minderheit ist, an den demokratischen Grundlagen, die die Grundlagen unserer Existenz sind, festzuhalten, und daß gerade hierin die Chancen für die Möglichkeit eines Einflußes in innenpolitische und außenpolitische Beziehungen auf den lettischen Kurs liegen. Es wäre in jeder Hinsicht völlig untragbar, wenn das Blatt plötzlich nationalsozialistische Ideen aufnehmen wollte.“

Nach dem Ausscheiden Schiemanns veröffentlichte die Rigasche Rundschau im August 1933 einen programmatischen Artikel des Führers der im März/April formierten deutschvölkischen Bewegung in Lettland über den „Führer des neuen Deutschen Reiches“. Erst im Spätherbst 1933 wurde die Zeitung auf einen zurückhaltenderen Kurs gesteuert. Dies sicherte ihr Fortbestehen nach dem von Kārlis Ulmanis gesteuerten Staatsstreich vom 15. Mai 1934 in Lettland.
Schiemanns Nachfolger waren alle Deutschbalten und Funktionäre beim Europäischen Nationalitätenkongress, die sich der „Idee eines Europas ohne Widerstreit zwischen Staatszugehörigkeit und Volkszugehörigkeit“ und damit gegenüber Lettland verpflichtet fühlten. Zunächst übernahm Schiemanns Stellvertreter Karl Keller die Chefredaktion, ihm folgte vom 1. Juli 1933 bis zum 30. November 1933 Baron Ferdinand von Uexküll-Güldenband (* 1890; † 1939) und anschließend bis zum 13. Dezember 1939 Ernst von Mensenkampff (* 1896; † 1945). Mit Ausnahme Hans von Rimschas sind in der Fachliteratur keine weiteren Hinweise auf personelle Veränderungen zu finden.
Bis zu ihrem Ende galt die Rigasche Rundschau als seriöses Blatt. Sie zählte nicht nur in Lettland zu den meistgelesenen Zeitungen; sie wurde weltweit zitiert, deutsche Minderheiten in ganz Europa ließen sich Exemplare per Post zusenden, und selbst in Deutschland war sie wegen ihrer Neutralität ein viel beachtetes Medium. Den Schlussstrich unter die mehr als 700 Jahre deutsch-baltischer Kultur setzten  der Hitler-Stalin-Pakt vom 23. August 1939 und das vertrauliche deutsch-sowjetische Protokoll vom 28. September 1939, in welchen unter anderem die „Übersiedlung“ der Deutsch-Balten ins Deutsche Reich beschlossen wurde.
Die letzte Ausgabe der Rigaschen Rundschau vom 13. Dezember 1939 enthielt auf der Titelseite ein Interview (beachte: kein Leitartikel) mit dem Landesleiter der nationalsozialistischen Bewegung in  Lettland Erhard Kroeger über die Organisation der Umsiedlungsmaßnahmen ins Wartheland, mit der Überschrift: „Wir folgten dem Befehl des Führers“ (beachte Präteritum: folgten). Zwischen dem Interview wurde ein zweispaltiger Artikel mit der Überschrift „Wir nehmen Abschied“ aufgeführt. Darin sprach die Redaktion insbesondere nochmals dem lettischen Staat seinen Dank aus:

„Heute ist der Tag gekommen, an dem die Rigasche Rundschau ihr Erscheinen für immer einstellt. Noch einmal wandern unsere Gedanken dankerfüllt in die Vergangenheit, um sich dann vertrauend und zuversichtlich der Zukunft zuzuwenden. Es ist ein Augenblick von außerordentlicher Tragweite, in dem wir unsere Pforten schließen, und erst in kommenden Zeiten werden wir die Schicksalswende voll ermessen, die sich am Baltendeutschtum durch den Ruf des Führers vollzieht. […] Unser Abschiedsgedanken an das lettische Volk und den Lettischen Staat konnten wir anläßlich des Staatsfeiertages Ausdruck geben und wollen ihn an dieser Stelle noch einmal wiederholen: Nun, da wir scheiden und uns wahrlich nicht leicht von der gemeinsamen Heimat lösen, soll alles vergessen sein, was in den Jahren des völkischen Lebenskampfes unvermeidlich zwischen uns stehen mußte. Wir wollen nicht des Trennenden, sondern des Gemeinsamen eingedenk sein und unsere Aufgabe darin sehen, zu unserem Teil von der neuen Heimat her an einer guten und haltbaren Verständigung zwischen dem deutschen und lettischen Volk mitzuwirken. […] Wir wünschen dem lettischen Volk eine glückliche Zukunft, seiner Führung und dem Staatspräsidenten Lettlands vollen Erfolg bei der Erreichung der vorgestreckten nationalen Ziele. Gott segne das Land, das wir nie vergessen werden. … In der alten Heimat ist unsere Mission abgeschlossen.“

## Redakteure

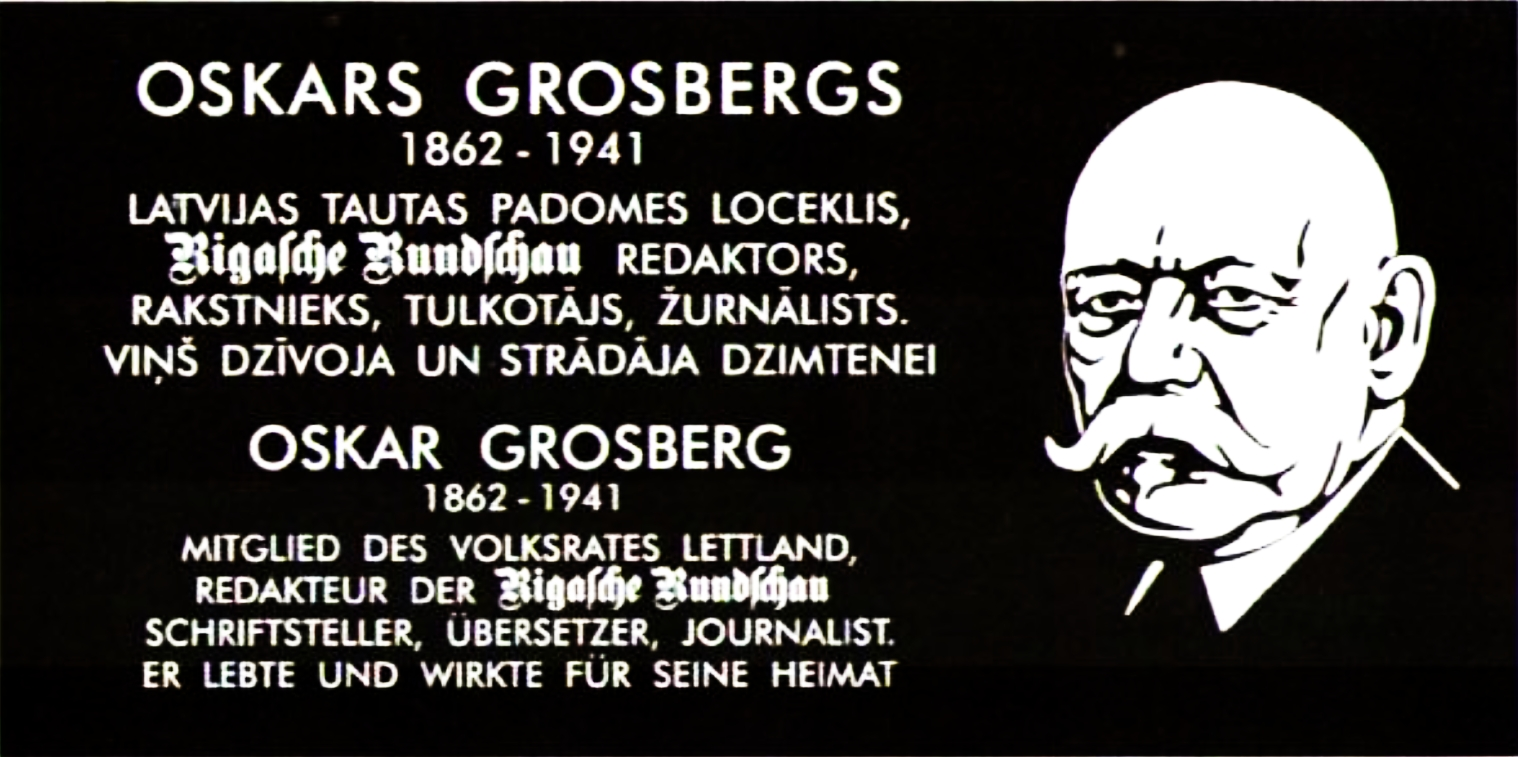
Gedenktafel für Oskar Grosberg am ehemaligen Redaktionsgebäude der Rigaschen Rundschau (heute Hotel Gūtenberg) in der Mūku iela (dt. Mönchenstraße) in Riga

- Laura Marholm
- Rūdolfs Blaumanis
- Richard Ruetz
- Gustav Keuchel
- Paul Kerkovius
- Axel Schmidt
- Paul Schiemann
- Ewald Ammende
- Oskar Grosberg
- Hans von Rimscha
- Ernst  von  Mensenkampff
- Carlo von Kügelgen
- Karl Renner
- Werner Hasselblatt